# Ophioglossum lusitanicum
Espèce
Statut de conservation UICN

 LC  : Préoccupation mineure
Ophioglossum lusitanicum, l'Ophioglosse du Portugal, est une espèce de fougères de la famille des Ophioglossaceae. Son aspect général ne diffère pas beaucoup des autres espèces du genre. C'est une plante à petit rhizome souterrain fibreux. De une à trois frondes stériles étroitement oblancéolées engainent une à deux épis fertile(s) pédonculé(s), formé(s) de deux rangs de sacs soudés par leurs faces inférieure et supérieure.

## Description générale
C'est une plante vivace très petite (entre 3 et 8 cm de hauteur à maturité). La partie souterraine est constituée d'un rhizome fibreux. Les une à trois feuilles ou frondes stériles peuvent atteindre 8 cm et engainent souvent brièvement la partie fertile ; elles peuvent être de forme linéaires-lancéolées ou étroitement lancéolées (de 6 à 15 mm de large). Les une ou deux frondes fertiles sont plus élevées lorsqu'elles arrivent à maturité. Elles sont terminées par un petit épi, linéaire, souvent aigu, distique, qui contient les spores lisses,.

## Étymologie
Le mot Ophioglossum vient du grec ophis (οφις)[serpent] et glôssa (γλώσσα) [langue] qui fait allusion à la forme de la partie fertile des feuilles. Le mot lusitanicum fait référence au Portugal.

## Répartition et habitat

### Répartition mondiale
Cette espèce est originaire de nombreuses régions tempérées à chaudes (et surtout à hivers doux) de l'ancien monde. Son aire de répartition couvre une partie de l'Europe atlantique (Açores, Canaries, Portugal, Espagne, îles Sorlingues et Guernesey (Grande-Bretagne),, et les régions méditerranéenne de France, Italie, ex-Yougoslavie, Grèce), certaines zones de l'Afrique (Maroc, Algérie, Tunisie, Tanzanie, Ouganda) et de l'Asie (Turquie, Israël, Géorgie et Inde, notamment Andhra Pradesh, Assam, Bihar, Goa, Jammu-et-Cachemire, Karnataka, Kerala, Madhya Pradesh, Maharashtra, Orissa, Pendjab, Tamil Nadu, Uttar Pradesh, Bengale Occidental).
On la trouve aussi dans l'ouest de l'Australie, y compris loin des côtes.

### Répartition française
Ophioglossum lusitanicum se trouve dans le sud de la France, en Corse, Alpes-Maritimes, Var, Pyrénées-Orientales, Hautes-Pyrénées, Pyrénées-Atlantiques, Vendée, Morbihan, Finistère.
Elle a disparu de plusieurs départements : Côtes-d'Armor, Gironde, Landes, Bouches-du-Rhône, Isère.

### Habitat
Cette espèce apprécie les cuvettes sablonneuses et les pelouses des coteaux maritimes, et plus particulièrement les milieux sablonneux liés à l'érosion des grès et rhyolite.
On la trouve sur des sites humides en hiver et au début du printemps, mais plutôt exposés au soleil.

## Statut et protection
L'IUCN a classé cette espèce dans la catégorie "préoccupation mineure" (LC) du fait de sa vaste répartition au niveau mondial, mais note toutefois son statut préoccupant dans le sud de l'Inde, principalement à cause du développement de l'urbanisation et des exploitations minières.
En France, cette espèce est protégée dans plusieurs régions, telles que l'Aquitaine, le Languedoc-Roussillon, les Pays de la Loire et Provence-Alpes-Côte d'Azur.